# رسم حرمل الامام
رسم حرمل الامام (به عربی: رسم حرمل الإمام) یک منطقهٔ مسکونی در سوریه است که در Dayr Hafir District واقع شده‌است.

## خصوصیات
رسم حرمل الامام ۳۰٬۵۰۰ نفر جمعیت دارد.